# Shogun (mini-série)
Pour les articles homonymes, voir Shogun (homonymie).
Ne doit pas être confondu avec Shogun (série télévisée).
Production
Diffusion
Shogun (Shōgun) est une mini-série d'aventure historique américano-japonaise en dix épisodes de 55 minutes, créée par James Clavell et Eric Bercovici et diffusée en deux épisodes de trois heures et trois épisodes de deux heures (avec publicités) du 15 au 19 septembre 1980 sur le réseau NBC aux États-Unis et en simultané sur le réseau CTV au Canada. Il s'agit de l'adaptation du roman éponyme de James Clavell (1975).
Au Québec, elle est diffusée en douze épisodes du 6 janvier au 24 mars 1982 à la Télévision de Radio-Canada, et en France, à partir du 9 juillet 1983 sur TF1 et rediffusée sur La Cinq, TMC et M6. En 2010, elle est rediffusée sur Arte dans le cadre de sa thématique du mois sur le Japon. En janvier 2023, elle sera diffusée les dimanches de 12 h à 16 h sur ARTV au Québec.

## Synopsis
En 1600, le navire hollandais de commerce L'Érasme s'échoue sur les côtes japonaises à la suite d'une tempête maritime très violente. Il est capturé ainsi que son équipage par un seigneur local. Son pilote maritime anglais, John Blackthorne, découvre un pays dont il ignore tout et dans lequel les missionnaires Jésuites portugais ont acquis avec le temps un pouvoir considérable et tentent de garder l'exclusivité de leur accès au Japon pour des raisons politiques, commerciales et religieuses. Il apprend dans la douleur les coutumes et mœurs locales surprenantes pour un Anglais.
Intrigué par cet étranger au discours différent des jésuites portugais, et qui lui donne des informations que ceux-ci lui cachaient concernant le reste du monde, le général en chef des armées de l'Est, le seigneur Toranaga (inspiré de Ieyasu Tokugawa), se prend d'intérêt puis d'affection pour John Blackthorne, devenu nominativement « Anjin-San » pour les Japonais (« Honorable Pilote »).
Le seigneur le protège mais surtout le garde captif subtilement, le récompensant pour ses contributions utiles lors de leurs conversations, dans les domaines de la géographie, de la politique européenne, des religions, des techniques inconnues au Japon et, surtout, pour lui avoir révélé l'existence du Traité de Tordesillas.
Ce traité est inconcevable et inacceptable pour lui, un seigneur japonais de haut rang, car il dispose unilatéralement du point de vue européen que le Japon et sa population appartiennent intégralement et légalement au Portugal donc à son roi selon les lois valides en Europe au nom du pape et de la foi catholique.
Anjin-san/sama connaît une ascension sociale au mérite fulgurante et devient samouraï puis hatamoto, un favori du seigneur, traité d'abord comme une curiosité, puis comme un précieux conseiller technique du seigneur, et enfin presque un ami à la suite d'un échange culturel sur le thème de la danse.
Mais vu son importance en qualité de conseiller entre autres, le seigneur garde Anjin-san (devenu Anjin-sama) captif pour le reste de sa vie dans une cage dorée faite de terres et de revenus octroyés ainsi que d'autres faveurs faisant de lui un personnage riche et important.
Les autres membres de l'équipage connaissent des destins assez divers.

## Distribution
- Richard Chamberlain (VF : Claude Giraud) : Pilote John Blackthorne / Anjin-san
- Toshirō Mifune : Seigneur Yoshi Toranaga
- Yōko Shimada (VF : Jeanine Forney) : Dame Toda Buntaro - Mariko
- Frankie Sakai : Yabu
- Alan Badel (VF : Jean Berger) : Père Dell'Aqua
- Michael Hordern (VF : Louis Arbessier) : Frère Domingo
- Damien Thomas (en) (VF : Bernard Woringer) : Père Alvito
- John Rhys-Davies (VF : Serge Sauvion) : Vasco Rodrigues
- Vladek Sheybal (VF : Marc de Georgi) : Capitaine Ferriera
- Takeshi Ôbayashi : Urano
- Yuki Meguro : Omi
- Hiromi Senno : Fujiko
- Hideo Takamatsu : Seigneur Buntaro
- Nobuo Kaneko : Ishido
- George Innes (en) (VF : Pierre Garin) : Johann Vinck
- Hiroshi Hasegawa : Capitaine de la Galère
- Akira Sera : Vieux jardiner
- Atsuko Sano : Dame Ochiba
- Miiko Taka : Kiri
- Yōsuke Natsuki : Zataki
- Leon Lissek (en) (VF : Jean Michaud) : Père Sebastio
- Masumi Okada : Frère Michael
- Edward Peel (en) (VF : Alain Dorval) : Pieterzoon
- Orson Welles (VF : Jean-Claude Balard) : narrateur (voix)

## Production

### Fiche technique
Sauf indication contraire, les informations mentionnées dans cette section peuvent être confirmées par la base de données cinématographiques IMDb,  présente dans la section « Liens externes ».
- Titre original : Shōgun
- Titre français : Shogun
- Création : James Clavell et Eric Bercovici
- Casting : Tatsuhiko Kuroiwa et Maude Spector
- Réalisation : Jerry London
- Scénario : Eric Bercovici, d'après le roman éponyme de James Clavell (1975)
- Musique : Maurice Jarre et Richard Bowden (arrangement)
- Décors : Joseph R. Jennings
- Costumes : Shin Nishida
- Photographie : Andrew Laszlo
- Montage : James T. Heckert, Bill Luciano, Donald R. Rode, Benjamin A. Weissman et Jerry Young
- Production : Eric Bercovici, Ben Chapman, James Clavell et Kerry Feltham
- Sociétés de production : Paramount Television ; Asahi National Broadcasting Company, Jardine Matheson Co. Ltd., National Broadcasting Company (NBC) et Toho Company (coproductions)
- Société de distribution : National Broadcasting Company (NBC)
- Pays d'origine :  États-Unis /  Japon
- Langues originales : anglais, japonais
- Format : couleur
- Genre : aventure historique
- Durée : 10 x 55 minutes
- Dates de première diffusion :
  - États-Unis : 15 septembre 1980
  - Japon : 8 novembre 1980
  - Québec : 6 janvier
  - France : 9 juillet 1983

## Distinctions
- Emmy Award 1981 :
  - Meilleure mini-série
  - Meilleurs costumes
- Golden Globes 1981 : 
  - Meilleure série dramatique
  - Meilleur acteur dans une série dramatique pour Richard Chamberlain
  - Meilleure actrice dans une série dramatique pour Yôko Shimada

## Commentaires
James Clavell, auteur du roman, s'est inspiré de la vie du navigateur anglais William Adams pour écrire son histoire.
- À l'origine, selon le documentaire The Making of Shogun, présenté sur l'édition DVD nord américaine, James Clavell voulait Sean Connery pour interpréter le rôle de Blackthorne, mais Sean Connery ne voulait pas faire de télévision. D'autres acteurs furent considérés pour le rôle, entre autres Roger Moore et Albert Finney[réf. nécessaire].
- La version originale de la série comporte des passages narratifs en voix-off, lus par Orson Welles, qui expliquent le comportement des personnages dans certaines scènes et traduisent en anglais quelques extraits de dialogue. Cette voix-off est quasiment absente de la VF, à l'exception des textes d'introduction et de conclusion dans le premier et le dernier épisode, tous deux lus par Jean-Claude Balard.
- La série a été diffusée sur Arte entre le 8 et le 20 mars 2010. À cette occasion et exceptionnellement, tous les dialogues et passages en japonais ont été sous-titrés en version française.

## Sortie vidéo
- La série est sortie en France dans une intégrale sur le support DVD :

Shogun (Coffret 5 DVD-9) édité le 18 mars 2004 par Paramount Pictures et distribué par Universal Pictures Vidéo France. Le ratio écran est celui d'origine en 1.33:1 plein écran 4:3. L'audio est en Français 2.0 Mono et Anglais 5.1 avec présence de sous-titres français et anglais. La durée des épisodes est de 526 minutes. En suppléments le commentaire audio du réalisateur sur certaines scènes ; Making of ; Mini-documentaires sur les samourais, la cérémonie du thé et les geishas. Il s'agit d'une édition Zone 2 standard.